# Eliezer Halfin
Eliezer Halfin (hebräisch אליעזר חלפין; * 18. Juni 1948 in Riga, Sowjetunion; † 6. September 1972 in Fürstenfeldbruck, BR Deutschland) war ein israelischer Ringer, der beim Münchner Olympia-Attentat von palästinensischen Terroristen ermordet wurde.
Halfin wurde in der Sowjetunion geboren. Sein Vater war ethnischer Lette, dessen erste Ehefrau und Kinder das Ghetto Riga während des Zweiten Weltkrieges nicht überlebt hatten. Eliezer Halfin begann im Alter von zehn Jahren mit dem Freistilringen. Sein bestes Ergebnis in seinem Geburtsland war ein vierter Platz bei nationalen Jugendmeisterschaften.
Im Jahr 1969 übersiedelte er nach Israel, wo er sich dem Klub Hapoel Tel Aviv anschloss. Bei einem internationalen Turnier 1971 in Bukarest erreichte Halfin den zweiten Platz, ein Jahr darauf bei einem Wettkampf in Griechenland Rang 3. Erst sieben Monate vor den Olympischen Spielen 1972 nahm er die israelische Staatsbürgerschaft an. Kurz vor der Abreise nach München beendete er seinen Militärdienst und eine Automechanikerausbildung bei Volkswagen.
In München trat er im Leichtgewicht (bis 68 kg) an und kämpfte in der ersten Runde gegen den Türken Ali Şahin, dem er unterlag. In Runde 2 besiegte er den sechs Jahre älteren Inder Jagrup Singh und qualifizierte sich damit für Runde 3. Hier bestritt er am 29. August 1972 gegen József Rusznyák seinen letzten Wettkampf. Der Ungar schulterte Halfin nach 4 Minuten und 50 Sekunden.

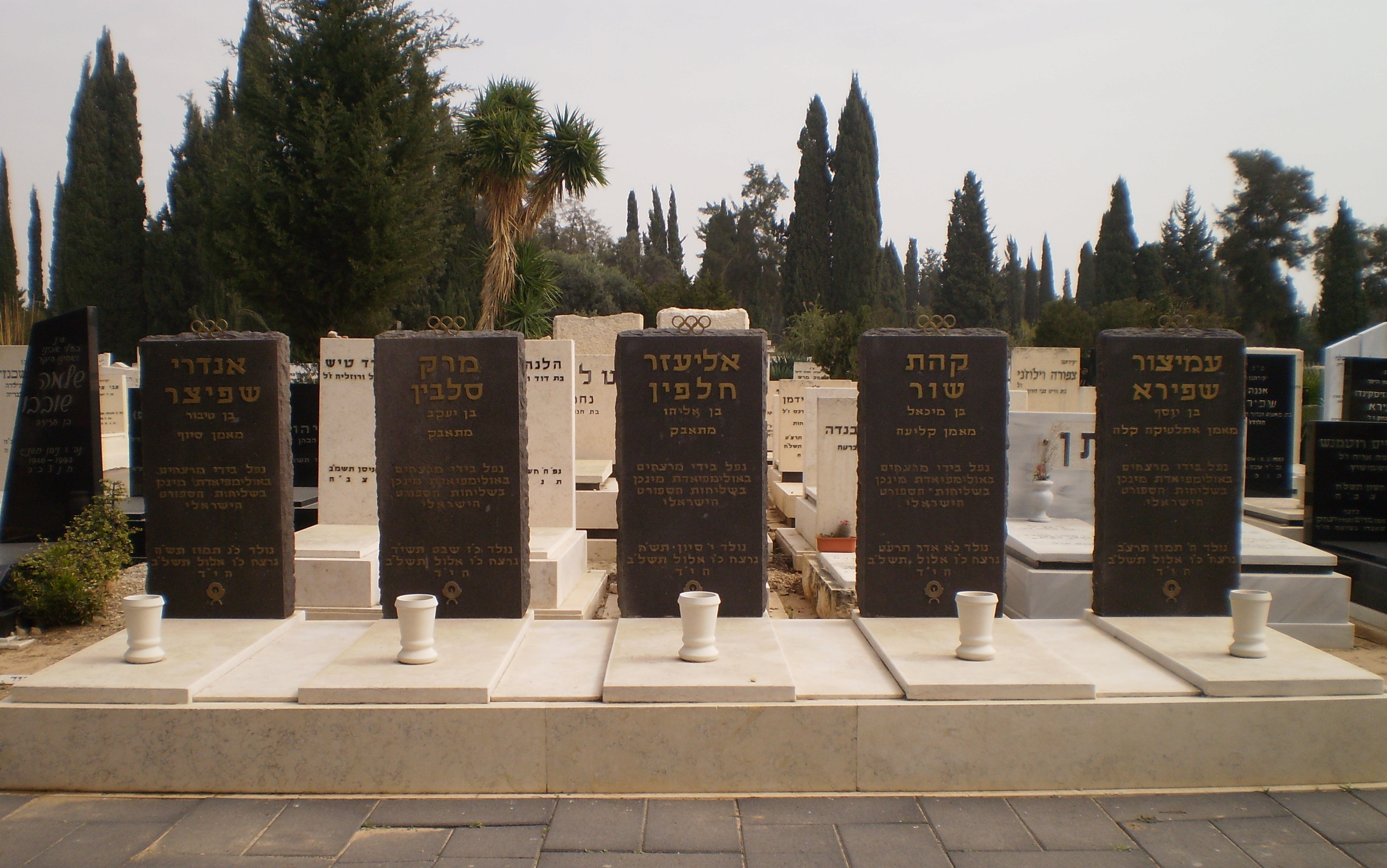
Grabstätte auf dem Friedhof von Kiryat Shaul in Tel Aviv; Israel. (drittes Grab von links)

Nach dem Wettkampf verließ er nicht das olympische Dorf, sondern blieb in München, um seine Kameraden zu unterstützen. In den frühen Morgenstunden des 5. September 1972 drangen palästinensische Terroristen der Organisation Schwarzer September in das Quartier der israelischen Mannschaft ein und töteten den Trainer Mosche Weinberg und den Gewichtheber Josef Romano. Sie nahmen Halfin und acht weitere Sportler und Betreuer als Geiseln. Bei dem missglückten Befreiungsversuch auf dem Flugplatz Fürstenfeldbruck starb Halfin im Alter von 24 Jahren durch die Waffe eines Geiselnehmers.
Eliezer Halfin wurde mit vier seiner Mannschaftskollegen auf dem Friedhof Kiryat Shaul in Tel Aviv beigesetzt.